# كولن فاولز
كولن فاولز (بالإنجليزية: Colin Fowles)‏ هو لاعب كرة قدم أمريكي في مركز الهجوم، ولد في 6 أغسطس 1953 في كينغستون في جامايكا، وتوفي في 1 سبتمبر 1985. شارك مع منتخب الولايات المتحدة لكرة القدم. أما مع النوادي، فقد لعب مع تامبا باي راوديز وفورت لودردايل سترايكرز.